# Bavelincourt
Bavelincourt é uma comuna francesa na região administrativa de Altos da França, no departamento de Somme. Estende-se por uma área de 7,75 km². Em 2010 a comuna tinha 100 habitantes (densidade: 12,9 hab./km²).